# Dzon Delarge
Dzon Delarge (ur. 24 czerwca 1990 w Brazzaville) – kongijski piłkarz grający na pozycji napastnika. Od 2020 jest zawodnikiem klubu Boluspor.

## Kariera klubowa
Swoją karierę piłkarską Delarge rozpoczął w klubie Epéna Likouala. W 2008 roku zadebiutował w nim w pierwszej lidze kongijskiej. W 2009 roku wyjechał do Kamerunu, a jego pierwszym klubem w tym kraju był Kadji Sports Academy. W trakcie sezonu 2009/2010 odszedł do Cotonsportu Garua, z którym wywalczył mistrzostwo Kamerunu. W sezonie 2010/2011 grał w Unionie Duala.
Latem 2012 roku Delarge przeszedł do słowackiego klubu DAC 1904 Dunajská Streda. Swój debiut w nim zaliczył 17 lipca 2012 w przegranym 1:2 wyjazdowym meczu ze Spartakiem Trnawa. W DAC 1904 grał przez rok.
Latem 2013 roku Delarge przeszedł do Slovana Liberec. Zadebiutował w nim 11 sierpnia 2012 w przegranym 0:1 wyjazdowym meczu z FK Baumit Jablonec. 27 maja 2015 wystąpił w wygranym po serii rzutów karnych finale Pucharu Czech z Baumitem Jablonec (po 120 minutach był remis 1:1).
Na początku 2016 Delarge przeszedł do Admiry Wacker Mödling, a niedługo potem wypożyczono go do Osmanlısporu, w którym zadebiutował 5 lutego 2016 w wygranym 4:0 domowym meczu z Sivassporem. W 2017 trafił do Bursasporu.
| Sezon   | Klub                        | Kraj        | Rozgrywki            | Mecze | Gole |
| ------- | --------------------------- | ----------- | -------------------- | ----- | ---- |
| 2008    | Epéna Likouala              | Kongo       | Championnat National | ?     | ?    |
| 2009    | Epéna Likouala              | Kongo       | Championnat National | ?     | ?    |
| 2009/10 | Kadji Sports Academy        | Kamerun     | Première Division    | ?     | ?    |
| 2009/10 | Cotonsport Garua            | Kamerun     | Première Division    | ?     | ?    |
| 2010/11 | Union Duala                 | Kamerun     | Première Division    | ?     | ?    |
| 2011/12 | DAC Dunajská Streda         | Słowacja    | I liga               | 32    | 9    |
| 2012/13 | Slovan Liberec              | Czechy      | I liga               | 20    | 4    |
| 2013/14 | Slovan Liberec              | Czechy      | I liga               | 18    | 1    |
| 2014/15 | Slovan Liberec              | Czechy      | I liga               | 19    | 6    |
| 2015/16 | Slovan Liberec              | Czechy      | I liga               | 7     | 1    |
| 2015/16 | Osmanlıspor                 | Turcja      | Süper Lig            | 15    | 0    |
| 2016/17 | Osmanlıspor                 | Turcja      | Süper Lig            | 21    | 1    |
| 2017/18 | Bursaspor                   | Turcja      | Süper Lig            | 25    | 5    |
| 2018/19 | Qarabağ Ağdam               | Azerbejdżan | Premyer Liqası       | 10    | 2    |
| 2019/20 | Dynamo Czeskie Budziejowice | Czechy      | I liga               | 3     | 0    |
| 2019/20 | Boluspor                    | Turcja      | 1. Lig               |       |      |

## Kariera reprezentacyjna
W reprezentacji Konga Delarge zadebiutował 2 czerwca 2012 roku w wygranym 3:0 meczu eliminacji do MŚ 2014 z Burkina Faso.